# George Rivas
George Angel Rivas, Jr (* 6. Mai 1970 in El Paso; † 29. Februar 2012 in Huntsville, Texas) war ein Mitglied und Anführer der berüchtigten Ausbrecherbande „Texas Seven“, die im Dezember 2000 aus einem Hochsicherheitsgefängnis ausbrachen und damit eine der größten Fahndungen in der US-Geschichte auslösten. Während ihrer Flucht begingen sie mehrere Raubüberfälle und erschossen dabei den Polizisten Aubrey Hawkins.
George Rivas wurde am 29. August 2001 wegen Mordes an Aubrey Hawkins zum Tode verurteilt und in den Todestrakt der Polunsky Unit in Livingston, Texas verlegt.
Er wurde am 29. Februar 2012 in der Huntsville Unit, Texas, hingerichtet.
Werner Herzog interviewte George Rivas wenige Tage vor dessen Hinrichtung und stellte Rivas in den Mittelpunkt einer Folge der Serie Im Todestrakt.